# Wyspa Dangar
Wyspa Dangar to wyspa o powierzchni 30,8 ha (76 akrów), na rzece Hawkesbury, tuż na północ od Sydney, Nowa Południowa Walia, Australia. Wyspa Dangar jest przedmieściem Hornsby Shire i według spisu ludności z 2016 roku liczyła 303 mieszkańców. W sezonach wakacyjnych liczba ta znacznie rośnie. 

## Historia

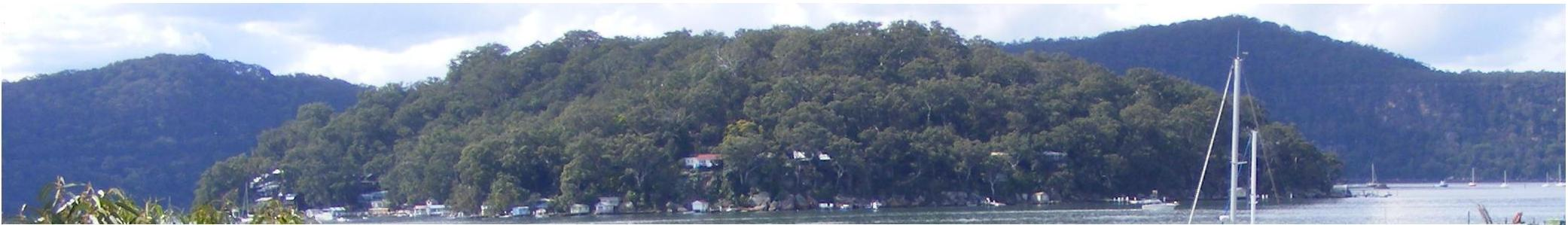
Wyspa Dangar

Wyspa Dangar jest znana lokalnym aborygenom Guringai od tysięcy lat. Pierwszym Europejczykiem, który odwiedził ten obszar, był gubernator Arthur Phillip. W 1788 roku zbadał dolną rzekę małą łodzią w ciągu kilku tygodni od przybycia Pierwszej Floty. Nazwał ją Mullet Island, ze względu na obfitość ryb w lokalnej rzece Hawksbury. Początkowo miejscowa ludność była przyjaźnie nastawiona do niego, ale kiedy wrócił rok później, nie chcieli utrzymywać z nim kontaktu. Do 1790 roku ponad połowa mieszkańców Guringai przeszła ospę, która rozprzestrzeniła się na wyspie za sprawą przyjezdnych Brytyjczyków.
Wyspa została zakupiona w 1864 roku i przemianowana przez Henry'ego Cary Dangara, syna Henry'ego Dangara, geodety, pastora i parlamentarzysty.
W latach 1886–1889 Dangar wydzierżawił wyspę firmie Union Bridge Company z Chicago, na potrzeby budowy oryginalnego mostu kolejowego na rzece Hawkesbury. Mieszkało tam około 300 robotników i ich rodzin, a wyspa mogła pochwalić się dużą salą socjalną, szkołą, biblioteką i własną prasą.
W latach 20. XX wieku wyspa została podzielona na działki mieszkalne. Urząd pocztowy na wyspie Dangar został otwarty 1 września 1951 r. i zamknięty w 1986 r.

## Ludność
W 2016 roku wyspa Dangar liczyła 303 mieszkańców. 61,2% osób urodziło się w Australii, a 85,4% osób mówiło tylko po angielsku. Przy 49.2% na pytanie o wyznanie, najczęstszą odpowiedzią był ateizm.

## O wyspie
W przeciwieństwie do dużej części okolicznych terenów, które są wyznaczone jako park narodowy, wyspa Dangar jest stosunkowo gęsto zamieszkana.  Wyspa posiada kilka asfaltowych dróg, które są wyłączone z ruchu poza wozem strażackim oraz pojazdami posiadającymi zezwolenia. Na wyspie nie ma prywatnych samochodów. Na wyspie znajduje się sala społecznościowa, która wspiera kilka grup społecznych, w tym warsztaty filmowe dla dzieci.
Wyspa została podłączona do sieci wodociągowej przez ówczesny Metropolitan Water Sewerage and Drainage Board w 1971 roku. Od tego czasu wyspa została podłączona do systemu kanalizacyjnego Sydney przez Sydney Water, poprzez podmorski rurociąg do stałego lądu i oczyszczalnię w Brooklynie. Poczta jest dostarczana na wyspę codziennie. Na wyspie znajduje się sklep obok nabrzeża promowego.